# Liste der Stolpersteine in Immenhausen
Die Liste der Stolpersteine in Immenhausen enthält die Stolpersteine, die im Rahmen des gleichnamigen Kunst-Projekts von Gunter Demnig in Immenhausen verlegt wurden. Mit ihnen soll an die Opfer des Nationalsozialismus erinnert werden, die in Immenhausen lebten und wirkten.

## Liste der Stolpersteine
| Name               | Adresse           | Bild                                | Inschrift | Verlegedatum | Anmerkung |
| ------------------ | ----------------- | ----------------------------------- | --- | ------------ | --- |
| Dr. Lilli Jahn     | Lindenstraße 11 · | Stolperstein für Dr. Lilli Jahn     | Hier wohnte und praktizierte Dr. Lilli Jahn geb. Schlüchterer Jg. 1900 verhaftet 1943 Breitenau deportiert 1944 Auschwitz-Birkenau ermordet Juni 1944 | 25. Mai 2011 | Ein weiterer Stolperstein für Lilli Jahn wurde in der Bismarckstraße 29 in Köln verlegt.                             |
| Gerhard Czaplinski | Neue Straße 9 ·   | Stolperstein für Gerhard Czaplinski | Hier wohnte und arbeitete Gerhard Czaplinski Jg. 1922 verhaftet 1941 'Rassenschande' Breitenau deportiert 1942 Buchenwald befreit/überlebt            | 25. Mai 2011 | [ 1 ] |
| Klara Haase        | Neue Straße 14 ·  | Stolperstein für Klara Haase        | Hier wohnte und arbeitete Klara Haase Jg. 1921 verhaftet 1941 'Rassenschande' Breitenau deportiert 1942 Ravensbrück ermordet 23.5.1943                | 8. Juli 2011 | der Stolperstein wurde auf der gegenüberliegenden Straßenseite verlegt, links vor der Einfahrt zum Haus Schulplatz 1 |